# ماريو آيرتس
ماريو آيرتس مواليد 31 ديسمبر 1974 في بلجيكا، هو دراج بلجيكي سابق في صنف سباق الدراجات على الطريق. سبق أن شارك في دورة الألعاب الأولمبية الصيفية.

## سجل النتائج

### المراكز
- حقق المركز الـ 21 في سباق طواف فرنسا 1999
- حقق المركز الـ 28 في سباق طواف فرنسا 2000
- حقق المركز الـ 27 في سباق طواف فرنسا 2001
- حقق المركز الـ 15 في طواف إسبانيا 2005
- حقق المركز الـ 20 في طواف إيطاليا 2007
- حقق المركز الـ 70 في سباق طواف فرنسا 2007
- حقق المركز الـ 28 في طواف إسبانيا 2007
- حقق المركز الـ 31 في سباق طواف فرنسا 2008

## وصلات خارجية
- الموقع الرسمي

## روابط خارجية
- ماريو آيرتس على موقع الاتحاد الدولي للدراجات (الإنجليزية)
- ماريو آيرتس على موقع أرشيف الدراجات (الإنجليزية)
- ماريو آيرتس على موقع إحصائيات الدراجات الإحترافية (الإنجليزية)
- ماريو آيرتس على موقع نسبة الدراجات (الإنجليزية)
- ماريو آيرتس على موقع أوليمبيديا (الإنجليزية)